# Hiroyuki Tamakoshi
Hiroyuki Tamakoshi (玉越 博幸, Tamakoshi Hiroyuki) est un mangaka japonais né en 1970. Publiant quasi exclusivement dans Shōnen Magazine, il est l'auteur de :
- Boys be... (32 volumes)
- Boys be... 2nd season (20 volumes)
- Boys Be... L Co-Op (6 volumes)
- Gacha gacha (10 volumes, toujours en cours)
- Miniature (one shot)

Boys be... est actuellement son œuvre principale de par ses trois parties. Elle s'est étalée sur 10 ans de travail (début en 1991) et a été adaptée en un anime de 13 épisodes. Le scénario du manga est dû à Masahiro Itabashi.